# Linda Tucceri Cimini
Linda Tucceri Cimini (Avezzano, 4 aprile 1991) è una calciatrice italiana, difensore del Bologna.

## Carriera

### Club
Linda Tucceri Cimini si approccia fin da giovanissima al mondo del calcio tesserandosi con la Lazio all'età di soli 10 anni. Con le biancocelesti segue tutta la trafila delle giovanili arrivando a disputare il Campionato Primavera.
Nell'estate 2007 decide di accettare l'offerta dell'Aquila, società che in quel periodo è iscritta alla Serie B la quale, dopo aver raggiunto il quarto posto nella stagione appena conclusa, la 2006-2007, punta al raggiungimento del successivo livello del campionato italiano femminile di calcio, la Serie A2 (secondo livello). Con le aquilane rimane due stagioni, le quali patiscono già alla prima (2007-2008) la retrocessione in Serie C.
Il salto di categoria le viene offerto dalla dirigenza del Cervia che, contattatala nell'estate 2009, la convince a firmare un contratto per giocare in Serie A2. La società è tra le protagoniste del campionato 2009-2010 e con la maglia gialloblu Tucceri Cimini riesce a conquistare il quarto posto giocando 18 partite.
Al termine del campionato la società decide di fondersi con la Dinamo Ravenna per dare origine alla Riviera di Romagna ereditandone i colori sociali. Tucceri Cimini è tra le atlete che vengono scelte per vestire la nuova maglia della società, che rimante sempre con la sede a Cervia. Con il Riviera di Romagna disputa le successive tre stagioni collezionando 6 gol su 65 presenze in campionato e riuscendo, al termine della stagione 2011-2012, a conquistare il vertice del campionato nazionale, la Serie A.
Nell'estate 2013 decide di firmare un contratto con la Torres; con la società sassarese, che aveva concluso la stagione con la conquista del settimo Scudetto, approda per la prima volta ad un torneo internazionale, l'UEFA Women's Champions League 2013-2014, dove raggiunge i quarti di finale. Le vicende societarie influiscono nella decisione di lasciare le rossoblu dopo una sola stagione, concludendo la sua parentesi isolana con 27 presenze e un gol realizzato.
Nell'agosto 2014 viene annunciato il suo ritorno in terra romagnola dopo l'accordo che la farà vestire la maglietta gialloblu delle cervesi con cui aveva già disputato tre stagioni. Sotto la guida del mister Enrico Buonocore rimane solo la stagione 2014-2015, alla cui fine la squadra viene retrocessa in Serie B dopo i play-out con il San Zaccaria, congedandosi dalla società con un tabellino personale di 7 reti su 21 presenze, suo record personale di marcature in una sola stagione.
Durante il calciomercato estivo 2015 Tucceri Cimini coglie l'opportunità di rimanere in Serie A accordandosi con il San Zaccaria, che la inserisce in rosa dalla stagione 2015-2016 sotto la guida del mister Marinella Piolanti, già sua compagna di squadra nel Riviera di Romagna.
Nell'estate del 2018 viene ingaggiata dalla società rossonera del Milan.
Il 12 gennaio 2023, dopo 4 stagioni e mezza con la maglia rossonera, con cui ha collezionato 102 presenze – diventando la terza giocatrice a raggiungere la tripla cifra in presenze con il Milan dopo Laura Fusetti e Valentina Bergamaschi – e 10 reti, viene ufficializzato il suo trasferimento alla Fiorentina.
Il 20 luglio 2024, Tucceri passa alla Sampdoria, sempre in Serie A. Dopo aver collezionato solo sei presenze nella prima parte della stagione, l'8 gennaio 2025 viene ceduta in prestito semestrale al Bologna, in Serie B.

### Nazionale
Il commissario tecnico Antonio Cabrini la seleziona per la rosa delle atlete della Nazionale italiana che il 28 maggio 2015 incontrarono in una partita amichevole il Giappone, formazione che al Mondiale di Canada 2015 conquisterà il secondo posto, venendo sconfitta per 1-0. In quell'occasione, Tucceri Cimini scende in campo da titolare.
Il suo debutto in una partita ufficiale avviene il 14 aprile 2016, al Mapei Stadium - Città del Tricolore di Reggio Emilia, in occasione delle qualificazioni all'europeo 2017, quando l'Italia, inserita nel gruppo 6, vince l'incontro per 3-1 sulle avversare dell'Irlanda del Nord.
Nel novembre 2016 viene nuovamente convocata da Antonio Cabrini per far parte della selezione che partecipa al "Torneo Internazionale Manaus 2016", in programma dal 7 al 18 dicembre 2016.

## Statistiche

### Presenze e reti nei club
Statistiche aggiornate all'8 gennaio 2025.
| Stagione                  | Squadra                   | Campionato                | Campionato | Campionato | Coppe nazionali | Coppe nazionali | Coppe nazionali | Coppe internazionali | Coppe internazionali | Coppe internazionali | Altre coppe | Altre coppe | Altre coppe | Totale | Totale |
| Stagione                  | Squadra                   | Comp                      | Pres       | Reti       | Comp            | Pres            | Reti            | Comp                 | Pres                 | Reti                 | Comp        | Pres        | Reti        | Pres   | Reti   |
| ------------------------- | ------------------------- | ------------------------- | ---------- | ---------- | --------------- | --------------- | --------------- | -------------------- | -------------------- | -------------------- | ----------- | ----------- | ----------- | ------ | ------ |
| 2007-2008                 | L'Aquila                  | B                         | ?          | ?          | CI              | ?               | ?               | -                    | -                    | -                    | -           | -           | -           | ?      | ?      |
| 2008-2009                 | L'Aquila                  | C                         | ?          | ?          | -               | -               | -               | -                    | -                    | -                    | -           | -           | -           | ?      | ?      |
| 2009-2010                 | Cervia                    | A2                        | 18         | 0          | CI              | ?               | ?               | -                    | -                    | -                    | -           | -           | -           | 18+    | 0+     |
| 2010-2011                 | Riviera di Romagna        | A2                        | 19         | 2          | CI              | ?               | ?               | -                    | -                    | -                    | -           | -           | -           | 19+    | 2+     |
| 2011-2012                 | Riviera di Romagna        | A                         | 19         | 1          | CI              | ?               | ?               | -                    | -                    | -                    | -           | -           | -           | 19+    | 1+     |
| 2012-2013                 | Riviera di Romagna        | A                         | 27         | 3          | CI              | ?               | ?               | -                    | -                    | -                    | -           | -           | -           | 27+    | 3+     |
| 2013-2014                 | Torres                    | A                         | 27         | 1          | CI              | ?               | ?               | UWCL                 | 6                    | 0                    | SI          | 1           | 0           | 34+    | 1+     |
| 2014-2015                 | Riviera di Romagna        | A                         | 20+1       | 7+0        | CI              | 5               | 1               | -                    | -                    | -                    | -           | -           | -           | 26     | 8      |
| Totale Riviera di Romagna | Totale Riviera di Romagna | Totale Riviera di Romagna | 86         | 13         |                 | 5+              | 1+              |                      | -                    | -                    |             | -           | -           | 91+    | 14+    |
| 2015-2016                 | San Zaccaria              | A                         | 16         | 2          | CI              | 2               | 0               | -                    | -                    | -                    | -           | -           | -           | 18     | 2      |
| 2016-2017                 | San Zaccaria              | A                         | 21+1       | 3+0        | CI              | 1               | 0               | -                    | -                    | -                    | -           | -           | -           | 23     | 3      |
| 2017-2018                 | San Zaccaria              | A                         | 20+1       | 3+0        | CI              | 3               | 0               | -                    | -                    | -                    | -           | -           | -           | 24     | 0      |
| Totale San Zaccaria       | Totale San Zaccaria       | Totale San Zaccaria       | 59         | 6          |                 | 6               | 0               |                      | -                    | -                    |             | -           | -           | 65     | 6      |
| 2018-2019                 | Milan                     | A                         | 19         | 1          | CI              | 5               | 1               | -                    | -                    | -                    | -           | -           | -           | 24     | 2      |
| 2019-2020                 | Milan                     | A                         | 15         | 2          | CI              | 2               | 0               | -                    | -                    | -                    | -           | -           | -           | 17     | 2      |
| 2020-2021                 | Milan                     | A                         | 20         | 1          | CI              | 5               | 1               | -                    | -                    | -                    | SI          | 1           | 0           | 26     | 2      |
| 2021-2022                 | Milan                     | A                         | 18         | 4          | CI              | 5               | 0               | UWCL                 | 2                    | 0                    | SI          | 2           | 0           | 27     | 4      |
| lug.-dic. 2022            | Milan                     | A                         | 8          | 0          | CI              | -               | -               |                      | -                    | -                    |             | -           | -           | 8      | 0      |
| Totale Milan              | Totale Milan              | Totale Milan              | 80         | 8          | -               | 17              | 2               | -                    | 2                    | 0                    | -           | 3           | 0           | 102    | 10     |
| gen.-giu. 2023            | Fiorentina                | A                         | 7          | 0          | CI              | 2               | 0               |                      | -                    | -                    |             | -           | -           | 9      | 0      |
| 2023-2024                 | Fiorentina                | A                         | 7          | 0          | CI              | 1               | 0               |                      | -                    | -                    |             | -           | -           | 8      | 0      |
| Totale Fiorentina         | Totale Fiorentina         | Totale Fiorentina         | 14         | 0          | -               | 3               | 0               | -                    | -                    | -                    | -           | -           | -           | 17     | 0      |
| 2024-gen. 2025            | Sampdoria                 | A                         | 6          | 0          | CI              | 1               | 0               | -                    | -                    | -                    | -           | -           | -           | 7      | 0      |
| gen.-giu. 2025            | Bologna                   | B                         | 0          | 0          | CI              | 0               | 0               | -                    | -                    | -                    | -           | -           | -           | 0      | 0      |
| Totale carriera           | Totale carriera           | Totale carriera           | 298        | 28         |                 | 39+             | 3+              |                      | 8                    | 0                    |             | 4           | 0           | 335+   | 31+    |

### Cronologia presenze e reti in nazionale
| Cronologia completa delle presenze e delle reti in nazionale ― Italia | Cronologia completa delle presenze e delle reti in nazionale ― Italia | Cronologia completa delle presenze e delle reti in nazionale ― Italia | Cronologia completa delle presenze e delle reti in nazionale ― Italia | Cronologia completa delle presenze e delle reti in nazionale ― Italia | Cronologia completa delle presenze e delle reti in nazionale ― Italia | Cronologia completa delle presenze e delle reti in nazionale ― Italia | Cronologia completa delle presenze e delle reti in nazionale ― Italia |
| Data                                                                  | Città                                                                 | In casa                                                               | Risultato                                                             | Ospiti                                                                | Competizione                                                          | Reti                                                                  | Note                                                                  |
| --------------------------------------------------------------------- | --------------------------------------------------------------------- | --------------------------------------------------------------------- | --------------------------------------------------------------------- | --------------------------------------------------------------------- | --------------------------------------------------------------------- | --------------------------------------------------------------------- | --------------------------------------------------------------------- |
| 6-3-2015                                                              | Larnaca                                                               | Italia                                                                | 3 – 2                                                                 | Scozia                                                                | Cyprus Cup 2015 - 1º turno                                            | -                                                                     |                                                                       |
| 9-3-2015                                                              | Larnaca                                                               | Italia                                                                | 0 – 1                                                                 | Canada                                                                | Cyprus Cup 2015 - 1º turno                                            | -                                                                     | 84’                                                                   |
| 11-3-2015                                                             | Larnaca                                                               | Italia                                                                | 2 – 3                                                                 | Messico                                                               | Cyprus Cup 2015 - finale 3º posto                                     | -                                                                     | 72’                                                                   |
| 28-5-2015                                                             | Nagano                                                                | Giappone                                                              | 1 – 0                                                                 | Italia                                                                | Amichevole                                                            | -                                                                     | 67’                                                                   |
| 2-3-2016                                                              | Dherynia                                                              | Ungheria                                                              | 0 – 2                                                                 | Italia                                                                | Cyprus Cup 2016 - 1º turno                                            | -                                                                     |                                                                       |
| 4-3-2016                                                              | Larnaca                                                               | Italia                                                                | 1 – 1                                                                 | Irlanda                                                               | Cyprus Cup 2016 - 1º turno                                            | -                                                                     |                                                                       |
| 9-3-2016                                                              | Larnaca                                                               | Italia                                                                | 3 – 1                                                                 | Rep. Ceca                                                             | Cyprus Cup 2016 - finale 3º posto                                     | -                                                                     | 76’                                                                   |
| 12-4-2016                                                             | Reggio Emilia                                                         | Italia                                                                | 3 – 1                                                                 | Irlanda del Nord                                                      | Qual. Euro 2017                                                       | -                                                                     |                                                                       |
| 7-12-2016                                                             | Manaus                                                                | Italia                                                                | 3 – 0                                                                 | Russia                                                                | Torneio Internacional 2016 - 1º turno                                 | -                                                                     | 60’                                                                   |
| 14-12-2016                                                            | Manaus                                                                | Brasile                                                               | 3 – 1                                                                 | Italia                                                                | Torneio Internacional 2016 - 1º turno                                 | -                                                                     | 67’                                                                   |
| 3-3-2017                                                              | Larnaca                                                               | Belgio                                                                | 4 – 1                                                                 | Italia                                                                | Cyprus Cup 2017 - 1º turno                                            | -                                                                     |                                                                       |
| 17-7-2017                                                             | Rotterdam                                                             | Italia                                                                | 1 – 2                                                                 | Russia                                                                | Euro 2017 - 1º turno                                                  | -                                                                     | 27’                                                                   |
| 21-7-2017                                                             | Tilburg                                                               | Germania                                                              | 2 – 1                                                                 | Italia                                                                | Euro 2017 - 1º turno                                                  | -                                                                     | 73’                                                                   |
| 25-7-2017                                                             | Doetinchem                                                            | Svezia                                                                | 2 – 3                                                                 | Italia                                                                | Euro 2017 - 1º turno                                                  | -                                                                     | 60’                                                                   |
| 15-9-2017                                                             | La Spezia                                                             | Italia                                                                | 5 – 0                                                                 | Moldavia                                                              | Qual. Mondiali 2019                                                   | -                                                                     | 46’                                                                   |
| 19-9-2017                                                             | Cluj-Napoca                                                           | Romania                                                               | 0 – 1                                                                 | Italia                                                                | Qual. Mondiali 2019                                                   | -                                                                     | 30’                                                                   |
| 28-2-2018                                                             | Larnaca                                                               | Italia                                                                | 3 – 0                                                                 | Svizzera                                                              | Cyprus Cup 2018 - 1º turno                                            | -                                                                     | 87’                                                                   |
| 2-3-2018                                                              | Larnaca                                                               | Italia                                                                | 3 – 0                                                                 | Galles                                                                | Cyprus Cup 2018 - 1º turno                                            | -                                                                     | 69’                                                                   |
| 5-3-2018                                                              | Larnaca                                                               | Italia                                                                | 2 – 2                                                                 | Finlandia                                                             | Cyprus Cup 2018 - 1º turno                                            | -                                                                     |                                                                       |
| 6-4-2018                                                              | Vadul lui Vodă                                                        | Moldavia                                                              | 1 – 3                                                                 | Italia                                                                | Qual. Mondiali 2019                                                   | 1                                                                     |                                                                       |
| 27-10-2020                                                            | Empoli                                                                | Italia                                                                | 1 – 3                                                                 | Danimarca                                                             | Qual. Euro 2022                                                       | -                                                                     | 64’                                                                   |
| Totale                                                                |                                                                       | Presenze                                                              | 21                                                                    |                                                                       | Reti                                                                  | 1                                                                     |                                                                       |

## Palmarès

### Club
- Campionato italiano di Serie A2: 1

Riviera di Romagna: 2011-2012